# Gombau de Camporrells
Gombau de Camporrells (? – 22 d'abril de 1205) va ser bisbe de Lleida de l'any 1191 al 1205.
Va ser escollit bisbe de Lleida per succeir a Guillem Berenguer que havia estat anomenat arquebisbe de Narbona. Durant el seu mandat bisbal va tenir litigis amb els cavallers de l'orde del Temple sobre els delmes que havien de pagar dels molins de les terres de Lleida, així com amb el bisbe d'Osca per qüestions de límits diocesans.
Va donar gran impuls a la nova construcció d'engrandiment de la catedral de Lleida i junt amb el rei Pere el Catòlic i el comte Ermengol VII d'Urgell van col·locar la primera pedra el dia 22 de juliol de 1203.